# Liste des médaillés français aux championnats du monde de gymnastique artistique
- Cet article est partiellement ou en totalité issu de l'article intitulé « Gymnastique en France » (voir la liste des auteurs).

La liste complète des médaillés français aux championnats du monde de gymnastique artistique. Seules sont indiquées les éditions durant lesquelles les gymnastes français ont obtenu au moins une médaille.
Tableau mis à jour après les championnats du monde de Stuttgart en 2019.
| Lieux (Année)     | Épreuve | Épreuve                                     | Épreuve            | Épreuve                                       | Épreuve                           | Épreuve          | Épreuve                                         | Épreuve                                                  |
| Lieux (Année)     | Concours par équipe | Concours individuel                         | Sol                | Cheval d'arçon                                | Anneaux                           | Saut             | Barres parallèles                               | Barre fixe                                               |
| ----------------- | --- | ------------------------------------------- | ------------------ | --------------------------------------------- | --------------------------------- | ---------------- | ----------------------------------------------- | -------------------------------------------------------- |
| Anvers (1903)     | Joseph Lux Georges Dejaeghere Jules Lecoutre Georges Charmoille Joseph Martinez Pierre Payssé                            | Josef Martinez Joseph Lux                   |                    | Georges Dejagere Joseph Lux                   | Josef Martinez Joseph Lux         |                  | Josef Martinez                                  | Josef Martinez Jules Lecoutre Pierre Payssé              |
| Bordeaux (1905)   | Marcel Lalu Georges Dejagere Lucien Démanet Daniel Lavielle Josef Martinez Pierre Payssé                                 | Marcel Lalue Daniel Lavielle Lucien Démanet |                    | Georges Dejagere Marcel Lalue Daniel Lavielle |                                   |                  | Josef Martinez Marcel Lalue Pierre Payssé       | Marcel Lalue Josef Martinez Pierre Payssé Lucien Démanet |
| Prague (1907)     | Joseph Lux Joseph Castiglioni Georges Charmoille Jules Rolland Louis Segura Francois Vidal                               | Jules Rolland                               |                    | Jules Rolland                                 |                                   |                  | Joseph Lux Louis Segura                         | Georges Charmoille Jules Rolland                         |
| Luxembourg (1909) | Marco Torrès Joseph Castiglioni Auguste Castille Armand Coidelle Joseph Martinez Louis Ségura                            | Marcos Torres Armand Coidelle               |                    |                                               | Marcos Torres                     |                  | Josef Martinez Marcos Torres Auguste Castille   | Josef Martinez                                           |
| Turin (1911)      | Marco Torrès Antoine Costa Dominique Follacci J. Labeeu Jules Lecoutre M. Maucurier                                      |                                             |                    |                                               | Antoine Costa, Dominique Follacci |                  | Dominique Follacci Antoine Costa Jules Lecoutre | Marco Torrès                                             |
| Paris (1913)      | N. Aubry, Ben Sadoun, Laurent Grech, Marquelet, Louis Segura, Marco Torrès                                               | Marcos Torres                               |                    | Marco Torrès                                  | Marcos Torres Laurent Grech       |                  |                                                 | Marcos Torres                                            |
| Ljubljana (1922)  | Jean Gounot, Louis-Charles Marty, Jacques Moser, Robert Morin, Alexandre Pannetier, Marco Torrès                         |                                             |                    |                                               |                                   |                  |                                                 |                                                          |
| Lyon (1926)       | Jean Gounot, François Gangloff, Marcel Gorisse, Ernest Heeb, Alfred Krauss, Armand Solbach                               |                                             |                    |                                               |                                   |                  |                                                 |                                                          |
| Luxembourg (1930) | Louis Castelli, Jean Chanteur, Jean Gounot, Marcel Itten, Alfred Krauss, Georges Leroux, Maurice Rousseau Armand Solbach |                                             | Alfred Krauss      |                                               |                                   |                  | Alfred Krauss                                   |                                                          |
| Bâle (1950)       | Raymond Dot, Alphonse Anger, Raymond Badin, Marcel Dewolf, Lucien Masset, Michel Mathiot, Roger Pruvost, André Weingand  |                                             | Raymond Dot        |                                               |                                   |                  | Raymond Dot                                     |                                                          |
| Budapest (1983)   | |                                             |                    |                                               |                                   |                  |                                                 | Philippe Vatuone                                         |
| Montréal (1985)   | |                                             |                    |                                               |                                   | Laurent Barbieri |                                                 |                                                          |
| Brisbane (1994)   | |                                             |                    | Éric Poujade                                  |                                   |                  |                                                 |                                                          |
| Lausanne (1997)   | |                                             | Dimitri Karbanenko | Éric Poujade                                  |                                   |                  |                                                 |                                                          |
| Melbourne (2005)  | |                                             |                    |                                               |                                   |                  | Yann Cucherat                                   | Yann Cucherat                                            |
| Rotterdam (2010)  | |                                             |                    |                                               |                                   | Thomas Bouhail   |                                                 |                                                          |
| Tokyo (2011)      | |                                             |                    | Cyril Tommasone                               |                                   |                  |                                                 |                                                          |
| Nanning (2014)    | |                                             |                    | Cyril Tommasone                               |                                   |                  |                                                 |                                                          |
| Stuttgart(2019)   | |                                             |                    |                                               | Samir Aït Saïd                    |                  |                                                 |                                                          |